# Blutkuchen (Hämatologie)
Blutkuchen nennt man die gallertartige Masse, die sich aus roten Blutkörperchen, Blutplättchen und Fibrin bei der Blutgerinnung (d. h. bei Probennahme ohne Zugabe von Gerinnungshemmern) in einem Blutprobenröhrchen bildet und langsam absetzt (sedimentiert). Das Blutserum wird dabei abgeschieden. Durch Zentrifugation, d. h. durch kontrolliert beschleunigte Sedimentation, lassen sich Blutkuchen (Sediment) und Blutserum (Überstand) schneller voneinander trennen. Dies ist eine Labormethode, um aus einer minimalen Blutprobe eine maximale Menge an Blutserum zu erhalten.
Bei der Herstellung von Blutwurst wird das Blut mit einem Schneebesen aufgeschlagen, um eine Polymerisation des Fibrins und somit die Bildung eines Blutkuchens zu verhindern.